# Quintus Sulpicius Camerinus (Konsul 46)
Quintus Sulpicius Camerinus signo Pythicus (oder Peticus; † 67 n. Chr.) war ein römischer Senator des 1. Jahrhunderts n. Chr.
Camerinus war Suffektkonsul im März des Jahres 46 zusammen mit Marcus Iunius Silanus und Prokonsul der Provinz Africa, sehr wahrscheinlich im Jahr 56/57. Im Oktober 57 war er in Rom anwesend. Im Jahr 58 wurde er zusammen mit Marcus Pompeius Silvanus Staberius Flavianus, Prokonsul von Africa von 53 bis 56, wegen Erpressung angeklagt, mehr wegen Grausamkeit als wegen der angeeigneten Gelder; wurde aber von Kaiser Nero freigesprochen. Als Arvalbruder wird er in den Akten der Arvalbrüder von 57 bis 60 und 63 erwähnt. Im Jahr 60 war er Magister der Arvalbrüder. 
Im Jahr 67 wurde er zusammen mit seinem Sohn, vermutlich wegen Hochverrats, auf Betreiben von Marcus Aquilius Regulus und Helius, einem Freigelassenen Neros, angeklagt und hingerichtet. Es ist sehr wahrscheinlich, dass er der Sohn des Quintus Sulpicius Camerinus, Konsul im Jahr 9 n. Chr., war. Auf ihn oder seinen Vater scheint eine Wasserleitung hinzuweisen. Juvenal erwähnt die noblen Camerini und dachte vermutlich an ihn und seinen Sohn.
Eine Inschrift, die belegt, dass Camerinus Antistius Vetus, dort Vetus Antistius, im März für einige Tage Suffektkonsul war, stellt die Forschung vor ein Problem. Giuseppe Camodeca erklärt die kurze Amtszeit des Antistius Vetus mit seinem frühen Tod. Nikolaus Pachowiak widerspricht dieser Interpretation jedoch und schlägt vor, dass Antistius Vetus und Sulpicius Camerinus ein und dieselbe Person seien, denn die Inschrift erwähnt Quintus Sulpicius Camerinus nicht. Er schlägt den vollständigen Namen Quintus Sulpicius Camerinus Antistius Vetus vor. Diese Hypothese bietet eine einfache Lösung, da sie sowohl eine vorkonsularische Laufbahn für Sulpicius Camerinus als auch eine nachkonsularische Laufbahn für Antistius Vetus ermöglicht, und es gibt keine Belege, die dagegen sprechen. Dennoch sind weitere Beweise notwendig, um Pachowiaks Identifizierung als gesichert anzuerkennen.